# Puccinia maculosa
Puccinia maculosa ist eine Ständerpilzart aus der Ordnung der Rostpilze (Pucciniales). Der Pilz ist ein Endoparasit von Mauerlattich. Symptome des Befalls durch die Art sind Rostflecken und Pusteln auf den Blattoberflächen der Wirtspflanzen. Sie ist in Eurasien verbreitet.

## Merkmale

### Makroskopische Merkmale
Puccinia maculosa ist mit bloßem Auge nur anhand der auf der Oberfläche des Wirtes hervortretenden Sporenlager zu erkennen. Sie wachsen in Nestern, die als gelbliche bis braune Flecken und Pusteln auf den Blattoberflächen erscheinen.

### Mikroskopische Merkmale
Das Myzel von Puccinia maculosa wächst wie bei allen Puccinia-Arten interzellulär und bildet Saugfäden, die in das Speichergewebe des Wirtes wachsen. Ihre Spermogonien wachsen beidseitig auf den Wirtsblättern und sind relativ groß. Die blattunterseitig und an Blattstielen wachsenden Aecien der Art sind erst halbkugelig, dann abgeflacht und weißlich bis gelb. Ihre hellorangen Aeciosporen sind 13–24 × 13–24 µm groß, kugelig bis ellipsoid und feinwarzig. Die blattunterseitig wachsenden Uredien des Pilzes sind hellbraun, versprengt und pulverig. Ihre hellbraunen Uredosporen sind in etwa kugelig, 16–24 × 16–24 µm groß und stachelwarzig. Die blattunterseitig wachsenden Telien der Art sind schwarzbraun und pulverig. Die braunen Teliosporen sind zweizellig, in der Regel ellipsoid, fein warzig und 26–36 × 16–24 µm groß. Ihre Stiele sind farblos und kurz.

## Verbreitung
Das bekannte Verbreitungsgebiet von Puccinia maculosa umfasst Eurasien.

## Ökologie
Die Wirtspflanze von Puccinia maculosa ist der Mauerlattich (Mycelis muralis). Der Pilz ernährt sich von den im Speichergewebe der Pflanzen vorhandenen Nährstoffen, seine Sporenlager brechen später durch die Blattoberfläche und setzen Sporen frei. Die Art verfügt über einen Entwicklungszyklus mit Aecien, Spermogonien, Uredien und Telien und macht keinen Wirtswechsel durch.